# Vladimir Samsonov (filminstruktør)
 For alternative betydninger, se Vladimir Samsonov. (Se også artikler, som begynder med Vladimir Samsonov)
Vladimir Samsonov (russisk: Владимир Анатольевич Самсонов) (født 11. august 1936 i Sovjetunionen, død 20. februar 2024) var en sovjetisk filminstruktør.

## Filmografi
- Otjen sinjaja boroda (Очень синяя борода, 1979)[1][2]